# Slave to the Rhythm (chanson de Michael Jackson)
Pour les articles homonymes, voir Slave to the Rhythm (homonymie).
Slave to the Rhythm est une chanson du chanteur américain Michael Jackson. Il s'agit du cinquième titre de son deuxième album posthume, Xscape. La chanson a figuré dans plusieurs classements musicaux importants grâce aux téléchargements numériques et au streaming . Sony Mobile a utilisé un extrait de «Slave to the Rhythm» dans sa campagne publicitaire pour le téléphone portable Xperia Z2. Elle a été interprétée en direct aux Billboard Music Awards 2014, accompagnée d'un «Pepper's Ghost» de Michael Jackson. Grâce à la diffusion en streaming de la performance aux Billboard Music Awards, « Slave to the Rhythm » a débuté à la 45e place du Billboard Hot 100 , offrant à Jackson sa 50e place posthume au Billboard Hot 100.

## Contexte et fuite
La chanson a été écrite et enregistrée en 1991 avec L.A. Reid et Babyface lors des sessions pour l'album Dangerous , mais n'a pas été retenue . En 2010, une version remixée par Tricky Stewart a fuité . Ce remix n'a jamais été officiellement publié, mais un extrait a été diffusé au Ellen DeGeneres Show quelques semaines avant la sortie de Xscape. En 2013 , une autre version de la chanson a fuité, avec la voix de Jackson en duo avec l'artiste canadien Justin Bieber. En réponse aux critiques concernant ce remix , la succession de Michael Jackson n'a pas autorisé la publication de cet enregistrement et a depuis tenté de supprimer la chanson du plus grand nombre possible de sites et de chaînes YouTube.

## Sortie
En février 2014, Sony et la succession de Jackson ont annoncé un partenariat avec Sony Mobile qui a vu la sortie d'une publicité intégrant une nouvelle version du morceau «Slave to the Rhythm», qui avait été confirmé comme l'un des morceaux de l'album. La version remaniée a été produite par Timbaland et J-Roc. La publicité commerciale était pour le téléphone mobile Sony Xperia Z2 ;  les Xperia Z2 et M2 étaient tous deux livrés avec une copie de «Slave to the Rhythm», tandis que les utilisateurs pouvaient télécharger le reste de l'album. La version originale peut être trouvée sur l'édition deluxe de l'album Xscape.
En 2014, une version de la chanson remixée par Audien est sortie. Elle a été diffusée pour la première fois sur USA Today et faisait partie de la setlist d'Audien pour l'édition 2014 du festival Tomorrowland.

## Performance en direct
Le 18 mai 2014, un fantôme de Pepper (appelé à tort hologramme  ) représentant Michael Jackson a interprété «Slave to the Rhythm» lors des <i id="mwXA">Billboard</i> Music Awards 2014. La chanson « Slave to the Rhythm » a été sélectionnée fin 2013 
Les frères Talauega, Rich et Tone, ont été recrutés juste après le Nouvel An et ont commencé à élaborer les pas de danse de Jackson et des autres danseurs du film. Leur collaboration avec Jackson remonte aux MTV Video Music Awards de 1995 ; ils ont également été danseurs de fond pour la tournée mondiale HIStory en 1997. Jamie King a été engagé pour réaliser le clip, produit par Pulse Evolution et Tricycle Logic.
Un jour après la couverture, la performance live de « Slave to the Rhythm » a été mise en ligne sur la chaîne YouTube officielle de Jackson.

## Graphiques
| Graphique (2014)                                  | Culminer position |
| ------------------------------------------------- | ----------------- |
| 91                                                |                   |
| 119                                               |                   |
| 48                                                |                   |
| Chansons internationales de Corée du Sud ( Gaon ) | 4                 |
| 98                                                |                   |
| 45                                                |                   |
| 12                                                |                   |